# Saiki Kusuo no Psi-nan
Saiki Kusuo no Psi-nan, A vida desastrosa de Kusuo Saiki (斉木楠雄のΨ難, Saiki Kusuo no Sai-nan) é uma série de mangá escrita e ilustrada por Shūichi Asō. A série passou a ser publicada na Weekly Shōnen Jump a partir de maio de 2012. Uma adaptação em anime criada pela J.C.Staff e EGG FIRM foi ao ar no dia 4 de julho de 2016. Uma segunda temporada do anime, também produzida pela J.C. Staff e  e EGG FIRM, foi exibida entre 17 de janeiro de 2018 e 27 de junho de 2018. Um especial adaptando os capítulos finais do mangá em anime foi ao ar no dia 28 de dezembro de 2018. Um filme live-action foi produzido e lançado em 21 de outubro de 2017.

## Enredo
Kusuo Saiki é um estudante do ensino médio que nasceu com diversos poderes psíquicos como telepatia, psicocinese, teletransporte e outros. Apesar de possuir todos esses poderes, Saiki enfrenta diversas dificuldades e tenta evitar chamar atenção o máximo possível. A história segue Saiki enquanto ele tenta utilizar seus poderes de uma forma secreta para ter uma vida normal como estudante junto aos seus colegas da P.K. Academy.

## Personagens

### Família Saiki
- Kusuo Saiki (斉木 楠雄, Saiki Kusuo)

Um estudante do ensino médio que nasceu com diversos poderes psíquicos. Devido ao crescimento de seus poderes, Saiki tem que usar duas antenas rosas na sua cabeça para limita-los(criadas por seu irmão). Ele tenta o máximo possível não chamar a atenção, inclusive utilizando os seus poderes para isso (como ler as mentes das pessoas para evitar confrontamentos). Ele usa um óculos verde o tempo todo, pois se alguém olhar diretamente em seus olhos a pessoa se transforma em pedra.
- Kuniharu Saiki (斉木 國春, Saiki Kuniharu)

O pai de Saiki, que, de tanto bajular seus superiores no serviço, acabou adquirindo um gosto por lamber sapatos.
- Kurumi Saiki (斉木 久留美, Saiki Kurumi)

A mãe de Saiki. Ela ama demais seu marido que a corresponde da mesma forma. Ela possui alergia a gatos.
- Kūsuke Saiki (斉木 空助, Saiki Kūsuke)

O irmão mais velho de Kusuo. Um super gênio que gosta de inventar novas máquinas e aparelhos. Ele é 2 anos mais velho que Kusuo. Ele sempre usa um "cancelador de telepatas" quando está perto de Kusuo, para que ele não consiga ler sua mente. Sempre está brigando com seu irmão mais novo para descobrir quem é o mais inteligente e habilidoso, contudo ele sempre acaba perdendo, não que isso fosse problema, pois ele, como masoquista, gosta de perder para o seu irmão.

### Escola PK
- Riki Nendo (燃堂 力, Nendō Riki)

Um estudante grande e musculoso, com um penteado moicano, uma cicatriz no olho esquerdo e queixo duplo, Nendo é a única pessoa que Saiki não consegue ler sua mente, simplesmente porque ele é idiota.
- Shun Kaido (海藤 瞬, Kaidō Shun)

Um colega de classe, inteligente, com cabelos azuis claros e uma baixa resistência física, que se autodenomina "Asas Negras" (漆黒の翼, Shikkoku no Tsubasa) em razão de ele ser Chūnibyō (Síndrome do 2º ano do Ensino Médio), achando que ele vive secretamente como um rebelde contra uma organização de conspiração maligna chamada "Ordem das Sombras" (Dark Reunion).
- Kokomi Teruhashi (美橋心美, Teruhashi Kokomi)

Uma garota bonita, de cabelos longos e azuis, ela tem admiração de todos os homens menos de Kusuo, Kokomi tenta de todas as formas conseguir a atenção de Saiki é com sua sorte, "concedida pelos Deuses", e beleza ela quer que ele diga "OH...!" (おっふ, Offu!).
- Kineshi Hairo (灰呂 杵志, Hairo Kineshi)

Kineshi tem cabelos ruivos e normalmente usa uma tira nasal, ele é o representante de classe de Saiki é um estudante excessivamente energético, esportista e está constantemente tentando motivar outras pessoas.
- Aren Kuboyasu (窪谷須 亜蓮, Kuboyasu Aren)

Um estudante transferido com óculos de armação retangular e cabelos roxos, Aren tenta deixar seu passado, de delinquência, para trás, sendo calmo mas ele se irrita sempre que vê algum tipo bullying com seus colegas ou com ele.
- Chiyo Yumehara (夢原 知予, Yumehara Chiyo)

Outra colega de Saiki, ela tem cabelos castanhos e curtos e usa um laço para prende-lo. Chiyo tem uma perspectiva romantizada sobre os relacionamentos, apesar de ter um histórico de más escolhas de namorados. Yumehara com suas tentativas de fazer um encontro, estilo comédia romântica, com Saiki, acaba se apaixonando por Shinoda Takeru, mas se separa porque que ele usa as mesmas frases e outros hábitos irritantes. Futuramente ele se torna amiga de Teruhashi, mas ambas suspeitam que elas tenham uma queda por Kusuo.
- Chisato Mera (千里 良 千里, Mera Chisato)

Um colega transferida que usa óculos e trabalha em vários empregos de meio-período para sobreviver e saciar sua fome descomunal.
- Mikoto Aiura (相卜 命, Aiura Mikoto)

Uma gyaru com cabelo loiro-limão, pele bronzeada e busto grandes que se transfere para a classe de Saiki. Ela é uma cartomante que pode ler o futuro e determinar a compatibilidade do amor de alguém, pode também ver a aura das pessoas, embora a aura de Saiki seja tão intensa que ela não possa ler a dele, nem a dos outros quando ele está por perto. Aiura se mudou para escola PK pra encontrar seu amor verdadeiro.
- Reita Toritsuka (鳥束 零太, Toritsuka Reita)

Um médium e a primeira pessoa fora da família Saiki que conhece os poderes de Kusuo, Reita tem a capacidade de ver e possuir espíritos, ele tem uma grande personalidade pervertida é utiliza seu poderes atrair garotas.
- Touma Akechi (明智透真, Akechi Touma)

Um aluno transferido com cabelo castanho claro em um corte de tigela, Akechi tem habilidades de observação muito afiadas, fala muito rápido e fica raciocinando em voz alta por minutos sem parar. Ele conheceu Kusuo na escola primária e desde então suspeitou de seus poderes.
- Metori Saiko (才虎 芽斗吏, Saiko Metori)

Um adolescente rico e presunçoso herdeiro do Conglomerado Saiko, ele se transfere para Escola PK, por causa da Teruhashi, mas ela recusa a oferta dele, a partir disso Metori tenta deixar as pessoas da escola com ciúmes de quão rico ele é.

## Mídias

### Mangá
Começou a ser publicado na revista Weekly Shōnen Jump a partir do dia 14 de maio de 2012. O primeiro volume foi lançado no dia 4 de setembro de 2012.  O mangá chegou ao fim com 26 volumes e 276 capítulos no dia 26 de fevereiro de 2018.

As Cartas de Zener são utilizadas na série para definição das turmas da escola PK.

### Anime
Uma animação em Flash baseada no mangá foi lançada na Jump Live em 4 de agosto de 2013.
Uma adaptação para televisão foi anunciada na 23ª edição de 2016 da revista Weekly Shōnen Jump. A animação foi produzida pela J.C.Staff e EGG FIRM, com a direção de Hiroaki Sakurai. O anime foi ao ar no dia 4 de julho de 2016 na TV Tokyo, com um episódio a cada dia da semana e um episódio especial aos finais de semana contendo uma compilação da semana anterior. Um total de 120 episódios, juntos foram acumulados 24 episódios de 25 minutos cada, formando a primeira temporada. O tema de abertura é "Seishun wa Zankoku janai" (青春は残酷じゃない) por Natsuki Hanae , enquanto que o tema de encerramento é "Psi desu I LIKE YOU" (Ψです I LIKE YOU) pela Denpagumi.inc, do 13º episodio em diante foram "Sai Psi Sai Kōchō!" (最Ψ最好調！) também da Denpagumi.inc e "Kokoro" (こころ) pelo Natsuki Hanae.
A segunda temporada foi lançada em 16 de janeiro de 2018 com o mesmo elenco e direção da primeira temporada. A música-tema até os 12 primeiros episódios é "Rentopurizunā" (Ψレントプリズナー) feita Saiki-kku Lovere e cantada pelo elenco Kamiya Hiroshi (Kusuo Saiki ), Daisuke Ono (Riki Nendou) , Nobunaga Shimazaki (Shun Kaidou) e o encerramento "Hakken-den" (Ψ発見伝！) pela Denpagumi.inc, em diante a abertura foi "Oteage Psychics" (お手上げサイキクス) da banda Shiggy Jr. o tema de encerramento é "Duet♡ Shite Kuda Ψ" (Duet♡してくだΨ) escrita novamente pela Saiki-kku Lover e cantada pelo elenco Kamiya Hiroshi (Saiki), Kayano Ai (Kokomi Teruhashi), Kitamura Eri (Mikoto Aiura).
O anime foi finalizado em 28 de dezembro de 2018 com um especial de dois episódios apelidado de "A vida desastrosa de Kusuo Saiki: conclusão" (斉木楠雄のΨ難 完結編, "Saiki Kusuo no Psi-nan: Kanketsu-hen"), com as mesma abertura e encerramento da última metade da segunda temporada.
Anunciado no AnimeJapan 2019 a Netflix produziu uma nova série, anime original para a franquia, com mesmo elenco e equipe de produção, chamando "Capitulo: Ψ Reiniciar" (Chapter: Ψ Shidou), oficialmente, Saiki Kusuo no Psi-nan: Reativado, desta vez, será continuada a história, contando de como Kusuo reativou seu poderes, estreando no dia 30 de dezembro de 2019. Tendo também uma dublagem em Português brasileiro e em outras línguas.
A série também é transmitida pela Funimation, que lançou seus episódios dublados em inglês desde de 7 de agosto de 2016. No Brasil, o anime estreou no dia 1 de abril de 2018 na Netflix, com legendas.

### Jogos
Um jogo com o título Saiki Kusuo no Psi Nan: Shijō Psi Dai no Psi Nan!? foi anunciado na 32ª edição de 2016 da Weekly Shōnen Jump. O jogo está sendo desenvolvido pela Bandai Namco Studios e distribuído pela Bandai Namco Entertainment para o console portátil Nintendo 3DS.
Kusuo também aparece como um personagem jogável no jogo de luta dos personagens da Jump J-Stars Victory VS lançado em 2014. As versões americanas e europeias desse jogo marcam a primeira aparição de Saiki Kusuo no Psi-nan fora do Japão.

### Filme
A adaptação cinematográfica, em live action, da série, dirigida e escrita por Yuichi Fukuda foi lançada, no Japão, no dia 21 de outubro de 2017. O filme arrecadou US$ 8,6 milhões nas bilheterias japonesas.